# Colonies pendant la Première Guerre mondiale

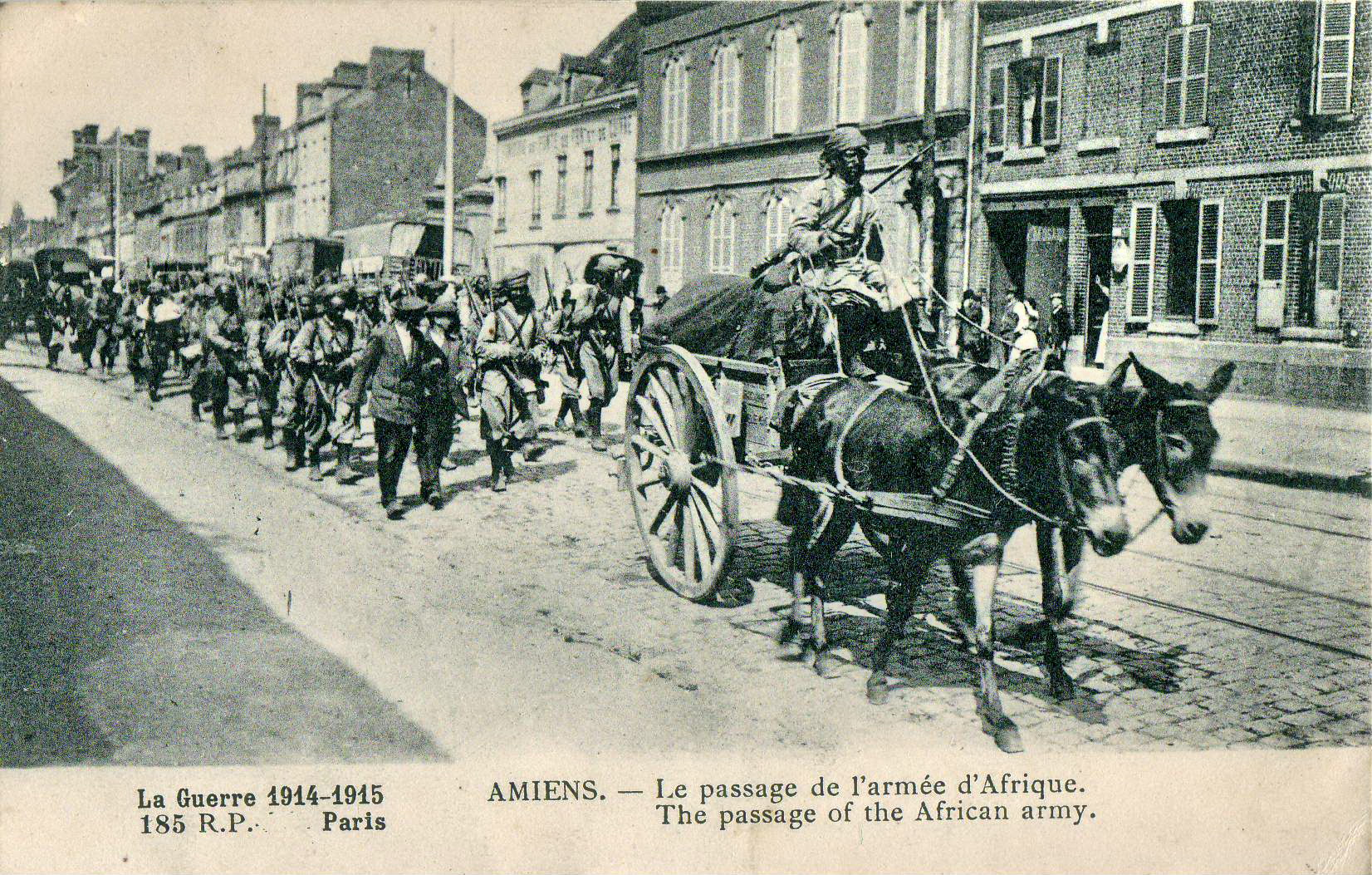
Carte postale montrant l'armée française d'Afrique défilant à Amiens, France, en 1914 ou en 1915.

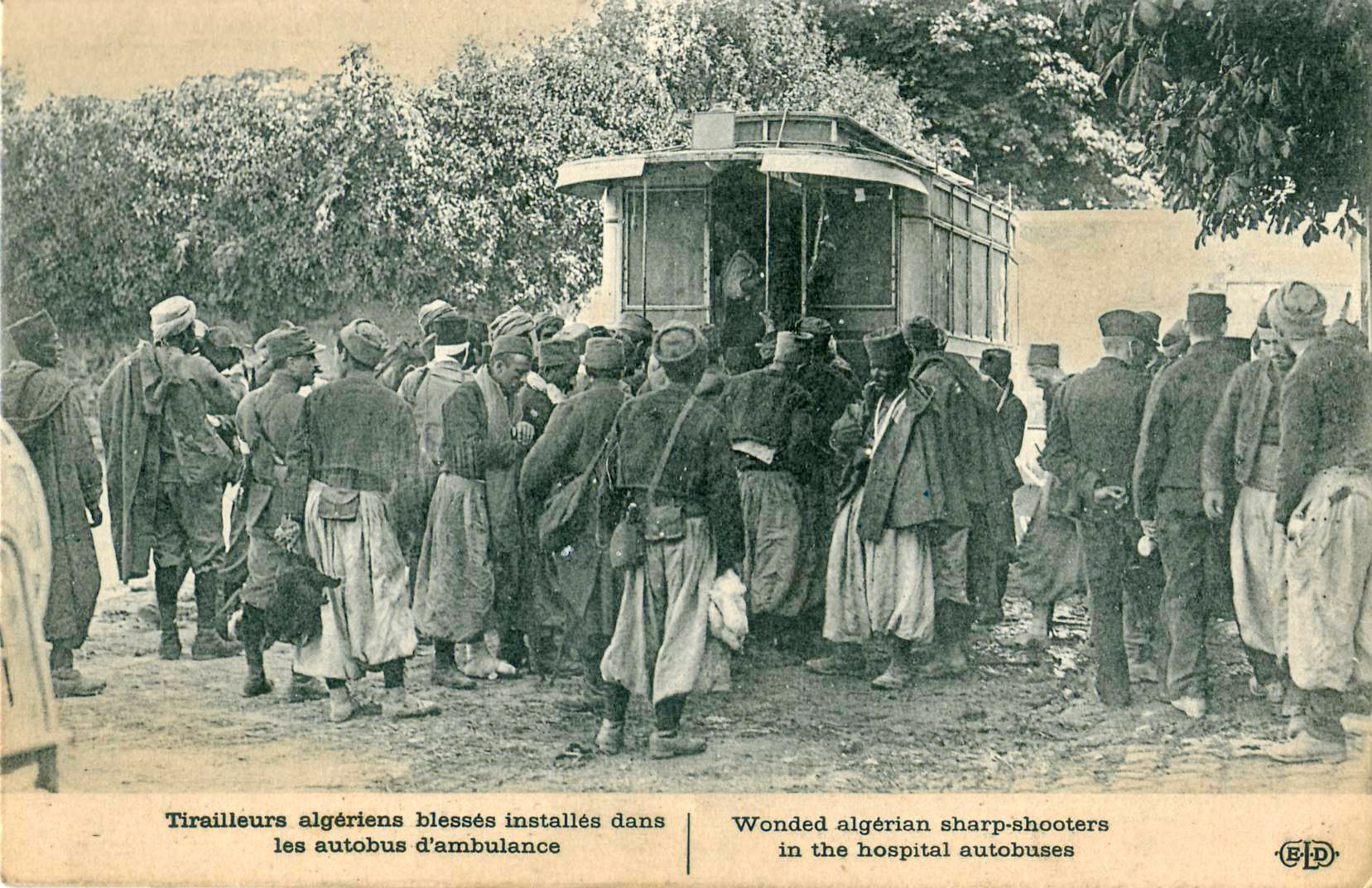
Tirailleurs algériens blessés évacués par des autobus parisiens transformés en ambulance

Les colonies des Empires français et britannique ont joué un rôle important pendant la Première Guerre mondiale, fournissant aux Alliés des  soldats, de la main-d’œuvre et des matières premières.

## Empire français

### L'effort de guerre
L'effort de guerre s'est traduit par l'apport de plus de 800 000 hommes dont environ 600 000 soldats et 200 000 travailleurs pour l'Empire colonial français et 1,5 million pour l'Empire colonial Britannique dont 215 000 travailleurs. Il consista également dans la fourniture de denrées diverses : céréales, viandes, oléagineux d'Afrique du Nord et d'Afrique noire qui firent l'objet de réquisitions à partir de 1916-1917.

### Les troupes coloniales dans la guerre

#### Définition et effectifs
À l'époque coloniale, les forces françaises sont réparties en trois grands ensembles distincts : l'armée métropolitaine, les troupes coloniales (la Coloniale) et l'Armée d'Afrique qui dépendent d'un seul état-major général.
Dans la terminologie militaire, les Troupes coloniales désignent les troupes « indigènes », hors Afrique du Nord, et métropolitaines appartenant aux anciennes formations de Marines (« marsouins » de l'infanterie et « bigors » de l'artillerie), qui fusionnent en 1900 pour former l'« Armée coloniale ». Ces troupes se distinguent donc des troupes d'Afrique du Nord, « indigènes » (Tirailleurs, Spahis...) et européennes (Zouaves, Chasseurs d'Afrique, Légion étrangère...), qui forment l'Armée d'Afrique (19e Corps d'Armée) provenaient  essentiellement des DOM d'Algérie. Certains régiments étant mixtes regroupant des juifs, des chrétiens et des musulmans comme les zouaves ou les tirailleurs.
Cependant, lors de la  Première Guerre mondiale, la mobilisation d'un grand nombre de troupes « indigènes » provenant de toutes les parties de l'Empire fit que le langage commun confondit les appartenances et qualifia de « troupes coloniales » toutes les troupes d'outre-mer (Indigènes de l'Armée coloniale et de l'Armée d'Afrique), à l'exception des  soldats d'origine européenne.
On peut estimer que l'Empire français a fourni, en quatre années de guerre, entre 550 000 et 600 000 « indigènes » à la « mère-patrie », dont 450 000 vinrent combattre en Europe; environ 270 000 mobilisés, dont 190 000 combattants, étaient des Maghrébins, 180 000 mobilisés, dont 134 000 combattants, des « tirailleurs sénégalais » ; venus d’Afrique-Occidentale française et d’Afrique-Équatoriale française, 40 000 tirailleurs et travailleurs malgaches, 14 000 Réunionnais, qui quittent l’île à l’image de l’aviateur Roland Garros et 2 000 Somalis et Comoriens. Sur les 100 000 Antillais et Guyanais recensés, près de 30 000 sont dirigés vers les zones des armées dont 3 300 ne reviennent pas de la guerre. Il faut attendre 1916 pour que les premiers bataillons de tirailleurs indochinois soient engagés en Europe, même si d'anciens se trouvaient déjà sur place, à l’image de Do Huu Vi ils seront près de 40 000 à combattre en Europe.  Parallèlement, en 1916, est créé le bataillon mixte du Pacifique (BMP), unité de d’infanterie, composé de tirailleurs, volontaires canaques et polynésiens originaires des Établissements français de l’Océanie.
Les « indigènes »  représentent 7 % des  8 410 000 mobilisés de l'armée française et moins de 15 % des combattants. Ils sont affectés très majoritairement dans les régiments de tirailleurs. La proportion de Français au sein des régiments de Tirailleurs nord-africains est d'environ 20 % et un peu moins dans les bataillons de sénégalais.

#### Les coloniaux au combat
En 1918, l'Armée française dispose d'un peu plus de cent divisions dont six divisions composées de troupes de l'Armée d'Afrique et sept divisions composées de troupes de l'Armée coloniale, la moitié des effectifs de ces treize divisions étant d'origine métropolitaine.
Si ces effectifs peuvent sembler relativement peu importants par rapport au total des effectifs engagés, les troupes « indigènes » comptent à leur actif bon nombre de faits d'armes particulièrement glorieux et leur rôle ne saurait être sous-estimé. Les troupes de l'Armée d'Afrique en particulier, européennes comme indigènes, grâce à leurs qualités guerrières, sont choisies pour participer aux combats les plus durs sur le front de France chaque fois que la situation l'exige.
Leur apport a notamment été très important dans les semaines décisives de septembre 1914 lors de la bataille de la Marne. Ainsi, à propos des faits d'armes de la Division marocaine, composés de Zouaves et de Tirailleurs algéro-tunisiens, lors de cette bataille, le Maréchal Foch aurait dit : « La fortune a voulu que la Division Marocaine fût là ! ». Il cite la division à l'ordre de l'Armée le 22 septembre 1914. Quant à Adolphe Messimy, il écrit plus tard dans ses mémoires à propos des troupes d'outre-mer, toutes origines confondues, ayant participé à cette victoire de la Marne : « Je laisse à ceux qui me liront le soin de réfléchir à ce qu'auraient été les événements, si Gallieni sur l'Ourcq et Foch aux marais de Saint-Gond, n'avaient pas eu à leur disposition ces troupes d'élite, pleine d'élan et fraîches, s'ils auraient pu remporter de justesse les deux succès qui décidèrent du sort de la bataille décisive... et de la France ». Quant aux tirailleurs marocains, que le commandement hésite tout d'abord à envoyer au combat, et regroupés eux au sein d'une Brigade marocaine de 5 000 hommes, ils s'illustrent eux aussi au cours des combats de l'Ourcq et de l'Aisne lors de la bataille de la Marne. Décimés, ils reçoivent les félicitations du Général Maunoury, commandant la VIe armée française, puis d'Alexandre Millerand alors  ministre de la guerre :  « Disciplinés au feu comme à la manœuvre, ardents dans l'attaque, tenaces dans la défense de leurs positions jusqu'au sacrifice, supportant au-delà de toute prévision les rigueurs du climat du Nord, ils donnent la preuve indiscutable de leur valeur guerrière. De telles qualités les placent définitivement sur le même rang que nos meilleures troupes d'Afrique...».
Si quelques cas de panique sont signalés dans certains bataillons lors des premières semaines de combats, comme dans d'autres unités métropolitaines, par la suite, ces unités sont considérées à l'égal des meilleurs, et après Charleroi et la Marne, les  Tirailleurs nord-africains, comme les Zouaves, se sont illustrés dans toutes les principales batailles, en Champagne, à Verdun, dans la Somme et dans les offensives victorieuses finales. Sur le front d'Orient également, ce sont les spahis marocains qui s'illustrent en Macédoine, en Albanie, en Serbie et notamment lors de la prise d'Uskub (l'actuelle Skopje) en septembre 1918.
À propos des tirailleurs algériens, le baron des Lyons de Feuchins écrit en 1924 dans son Rapport sur le Bilan des Pertes en Morts et en Blessés des Nations Belligérantes : « Le rôle joué pendant la grande guerre par les indigènes algériens a été grand, leur sang s'est mêlé au sang français sur tous les champs de bataille, leur acquérant des droits légitimes par des sacrifices communs... ».
Les  « tirailleurs sénégalais » eux se mettent en valeur notamment à Ypres et Dixmude fin 1914, lors de la prise du fort de Douaumont en octobre 1916, lors de la bataille du Chemin des Dames  en avril 1917 au cours de laquelle ils perdent plus de 7 000 tués sur 16 500 engagés, soit le quart de leurs pertes totales au cours de la guerre, puis lors de la bataille de Reims en 1918.

#### Décorations
La guerre terminée, pour les décorations et les citations, les Tirailleurs nord-africains viennent, avec les Zouaves, juste après les deux régiments les plus décorés de l'armée française (le Régiment d'infanterie coloniale du Maroc et le Régiment de marche de la Légion étrangère).
Les tirailleurs nord-africains obtiennent plus de 20 % des plus hautes distinctions décernées (Drapeaux décorés de la Légion d'honneur ou de la Médaille militaire et fourragères rouges à la couleur de la Légion d'Honneur) alors que leurs effectifs au combat ne représentent à la fin de la guerre que 2 % du total des combattants.
Sur 19 régiments d’infanterie de l’Armée française dont le drapeau est décoré de la Légion d’honneur ou de la Médaille Militaire au cours de la guerre, on dénombre 4 régiments de tirailleurs. Le drapeau du 2e Régiment de Tirailleurs Algériens devient l'un des 4 drapeaux de régiments de  l'Armée française décorés, à ce jour, à la fois de la Légion d'honneur et de la  Médaille Militaire,,On lit dans une de ses 6 citations : « régiment d'assaut qui a conservé dans cette guerre les rudes et éclatantes traditions de l'arme blanche et de la baïonnette française ». En outre, les 16 régiments de Tirailleurs nord-africains en activité au 31 août 1918  totalisent à la fin de la guerre 62 citations à l'ordre de l'Armée et tous  reçurent la fourragère, distinction récompensant au moins deux citations à l'ordre de l'armée ; 7 reçurent la fourragère aux couleurs de la Croix de Guerre, 5 la fourragère aux couleurs de la Médaille militaire et 4 la fourragère aux couleurs de la Légion d’honneur, sur un total de  17 régiments et 6 bataillons de l'Armée de terre l'ayant obtenue,.
Sur le front d'Orient le Régiment de spahis marocains devient la seule unité de cavalerie de l’armée française à être décorée de la fourragère aux couleurs de la Médaille militaire.
Les tirailleurs "sénégalais" aussi obtiennent des citations; parmi les tirailleurs d'Afrique noire, 11 bataillons, sur un total de 91 bataillons combattants constitués au cours de la guerre, ont obtenu la fourragère : le 43e bataillon de tirailleurs sénégalais obtient la fourragère aux couleurs de la médaille militaire pour ses 4 citations à l’ordre de l’armée, dont une citation pour la prise du Fort de Douaumont au sein du RICM;  8 bataillons de tirailleurs sénégalais, 1 bataillon de tirailleurs malgaches et le bataillon de tirailleurs somalis  obtiennent la fourragère aux couleurs de la croix de guerre.

#### Pertes
Au total, le nombre de tués est estimé à plus de 70 000 dont environ 36 000 Maghrébins et 30 000 « Sénégalais ». Les taux de pertes, calculés par rapport aux nombres de combattants réellement engagés soit 450 000, sont de 16 % au total, 19 % pour les Maghrébins et 23 % pour les « Sénégalais »,
Contrairement à un mythe répandu, ces troupes coloniales ne forment pas la « chair à canon » d’une première ligne sacrifiée, et leurs pertes sont similaires à celles des poilus français (entre 22 et 24 %). Néanmoins les pertes sont lourdes du fait de l’inexpérience des jeunes recrues, des pathologies infectieuses et des conditions difficiles, très éloignées de celles de leurs lieux d’origine.

#### Hommages
À propos des tirailleurs algériens, le baron des Lyons de Feuchin écrit en 1924 dans son Rapport sur le Bilan des Pertes en Morts et en Blessés des Nations Belligérantes : « Le rôle joué pendant la grande guerre par les indigènes algériens a été grand, leur sang s'est mêlé au sang français sur tous les champs de bataille, leur acquérant des droits légitimes par des sacrifices communs... ».
Dans un message adressé à la « France musulmane » à l'occasion de la nouvelle année de l'Hégire en janvier 1942, le général de Gaulle rappelle que la France musulmane, du Niger à Casablanca, « a grandement contribué à la victoire de la France » pendant la guerre de 1914-1918.

## Empire britannique
L'Empire britannique mobilise environ 1 300 000 hommes dans les Dominions, qui serviront en priorité sur le front français, et un peu plus de 1 400 000 aux Indes (dont environ 870 000 soldats). La grande différence est que les soldats coloniaux français servirent sur les fronts européens, en France et dans les Balkans, alors que les Indiens servirent en très grande majorité au Moyen-Orient. Seuls 12 % vinrent en France. Les pertes indiennes sont estimées à 64 000 tués.

## Impact à long terme
La perte de prestige des Européens dans le monde et dans les colonies est importante : le retour en Afrique des anciens combattants sème le ferment des velléités d'autonomie ou d'indépendance des colonies, ainsi que l'exprimera le premier Congrès panafricain organisé à Paris en 1919 par l’Américain W. E. B. Du Bois.